# Tajmiri Dolgan–Nyenyec járás
A Tajmiri Dolgán-Nyenyec járás (oroszul: Таймырский Долгано-Ненецкий район) Oroszország Krasznojarszki határterületének egyik járása, különleges jogállású közigazgatási-területi egysége. A 2007. január 1-jén megszűnt  Tajmiri (Dolgán-Nyenyec) autonóm körzetével azonos területen hozták létre. Önkormányzati szempontból egész területe egyetlen önkormányzati járást (муниципальный район) alkot. Székhelye Dugyinka, mely 1530 km-re van a határterület központjától, Krasznojarszktól. A járás elnevezése egyrészt a Tajmir-félszigetre utal, másrészt a terület őslakosainak egy részét alkotó dolgánokra és a nyenyecekre.
A területén elhelyezkedő Norilszk, valamint a hozzá tartozó két város és egy városi jellegű település (Talnah,  Kajerkan és Sznyezsnogorszk) nem része a járásnak.

## Területe, elhelyezkedése
Közép-Szibéria és a Krasznojarszki határterület északi részén, az északi sarkkörön túl helyezkedik el. Ez Oroszország legnagyobb járása. Területe: 879 900 km2, a határterületnek több mint 35%-a. 
Keleten Jakutföld, nyugaton Jamali Nyenyecföld, délen a  Krasznojarszki határterület Turuhanszki- és Evenki járása határolja, a szárazföld északi partjait a Kara- és a Laptyev-tenger mossa. A járáshoz tartozik a Nordenskjöld-szigetek és a Szevernaja Zemlja szigetcsoportja, a Szibirjakov-sziget (a Jenyiszeji-öböl „bejáratánál”) és több kisebb sziget is. Itt van az ázsiai kontinens legészakibb pontja, a Cseljuszkin-fok.
Nagy földrajzi tájai: az Észak-szibériai-alföld, a Tajmir-félsziget a Birranga-hegyvidékkel és a Gidai-félsziget keleti része. Délen a Közép-szibériai-fennsíkhoz tartozó Putorana-fennsík egy részét, délkeleten az Anabar-fennsíkot foglalja magába.
Legnagyobb folyója a Jenyiszej, amely csak alsó folyásának egy rövid szakaszával tartozik ide  a Jenyiszeji-öböllel együtt, valamint a Verhnyaja Tajmira, a Pjaszina, a Heta és a Hatanga. Nagyobb tavai a Tajmir-félszigeten találhatók, köztük van Szibéria második legnagyobb állóvize, a Tajmir-tó (4500 km2, 250 km hosszú).

## Éghajlata
Éghajlata rendkívül zord, hideg. A januári középhőmérséklet –32 °С, a júliusi 2–13 °С között váltakozik. A tél délen átlag 235 napig, északon 285 napig tart. A tenger közelsége ellenére a csapadék éves átlaga kevesebb mint 400 mm. Székhelyén, Dugyinkában a sarki éjszaka 65 napig, a sarki nappal 83 napig tart. A Szevernaja Zemlja legészakibb pontján pedig a sarki éjszaka 122 napig, a sarki nappal 138 napig. A folyók, a tavak, a tengerek és öblök a hosszú és kemény télen keményre fagynak. A terület legnagyobb részét állandóan fagyott talaj (permafroszt) uralja.
Legészakibb része a szigetekkel együtt a sarki fagysivatag övezetébe tartozik. A Szevernaja Zemlja szigetein örökjégmezők terülnek el, a hőmérséklet nyáron is csak ritkán emelkedik 0 °С fölé. A Jeges-tenger partja mentén 2–300 km szélességben a tundra övezet húzódik, jellegzetes növényei a mohák, zuzmók, törpecsejék (törpenyír, törpefűz), sokféle alacsony virágos növény. A tundra dél felé bokros-tundrába, majd erdős tundrába megy át, nyáron kiterjedt lápok jellemzik. Csak a járás legdélibb részein jelentkezik foltokban az északi tajga (Putorana-fennsík, a Kotuj völgye). A tundra a rénszarvasok igazi hazája, a Tajmiron is hatalmas csordáik legelnek.

## Népessége
- 2002-ben 39 786 lakosa volt, melynek 58,6%-a orosz, 13,8%-a dolgán, 7,6%-a nyenyec, 6,1%-a ukrán, 1,9%-a nganaszan, 0,5%-a enyec.
- 2010-ben 34 431 lakosa volt. Az ún. őslakos kislétszámú északi népek lélekszáma a 2010. évi népszámlás adatai szerint 10 132 fő volt, a járás népességének 29,5%-a. Megoszlásuk:[2]
- dolgánok – 5393 fő
- nyenyecek – 3494 fő
- nganaszanok – 747 fő
- evenkik – 266 fő
- enyecek – 204 fő
- ketek – 19 fő
- szölkupok – 9 fő.

## Keletkezése, közigazgatás és önkormányzat
A járás mint különleges jogállású közigazgatási egység lényegében a korábbi autonóm körzet helyében jött létre.
A Szovjetunióban 1930. december 10-én alakították meg a Tajmiri (Dolgan–Nyenyec) nemzeti körzetet és 1934-ben a Krasznojarszki határterülethez csatolták. Nevét 1977-ben Tajmiri (Dolgan–Nyenyec) autonóm körzetre változtatták. Az 1930-as években a norilszki kombinát építéséhez felállították a Gulag rendszeréhez tartozó itteni munkatáborokat (NorilLag), melynek rabjai építették többek között a Dugyinka–Norilszk vasútvonalat és az első kikötőket (Dickson, Dugyinka) is. A Szovjetunió megszűnése után az autonóm körzet továbbra is a Krasznojarszki határterülethez tartozott, de – az Evenki járáshoz hasonlóan –  az Oroszországi Föderáció egyik szubjektuma lett.
Hosszú előkészítő munka és a 2005-ben megtartott népszavazás eredményeként 2007. január 1-jén az autonóm körzet megszűnt, és helyébe lépett a Krasznojarszki határterület különleges jogállású Tajmiri Dolgan–Nyenyec járása. Ezzel megszűnt a terület addigi autonóm jogállása és vele a parlamentje is.

### Önkormányzati beosztás
Az önkormányzati járást a Tajmiri Dolgan–Nyenyec autonóm körzet 2004. november 3-i törvényével hozták létre. Az önkormányzati rendszert az egész hatalmas, de rendkívül ritkán lakott területre kiterjedő egyetlen önkormányzati járás és annak alárendelve 2 városi község és 2 falusi község alkotja:
- Dugyinka városi község (223 456 km2), központja Dugyinka város
- Dickson városi község (218 959 km2), központja Dickson városi jellegű település
- Karaul falusi község (101 108 km2), központja Karaul falu
- Hatanga falusi község (336 405 km2), központja Hatanga falu.